# Apeadeiro de Pereiras
O Apeadeiro de Pereiras é uma gare encerrada da Linha do Sul, situado na localidade de Pereiras-Gare, no município de Odemira, em Portugal. Grande parte da população de São Marcos da Serra também recorria a esta estação.[carece de fontes?]

## Descrição
Esta interface situa-se a Norte da povoação, tendo acesso pela Rua 25 de Abril. O edifício do apeadeiro é de planta simples e de forma rectangular, coberto por telhado de quatro águas. Destaca-se a chaminé, o relógio na fachada posterior, e os painéis de azulejos.

## História

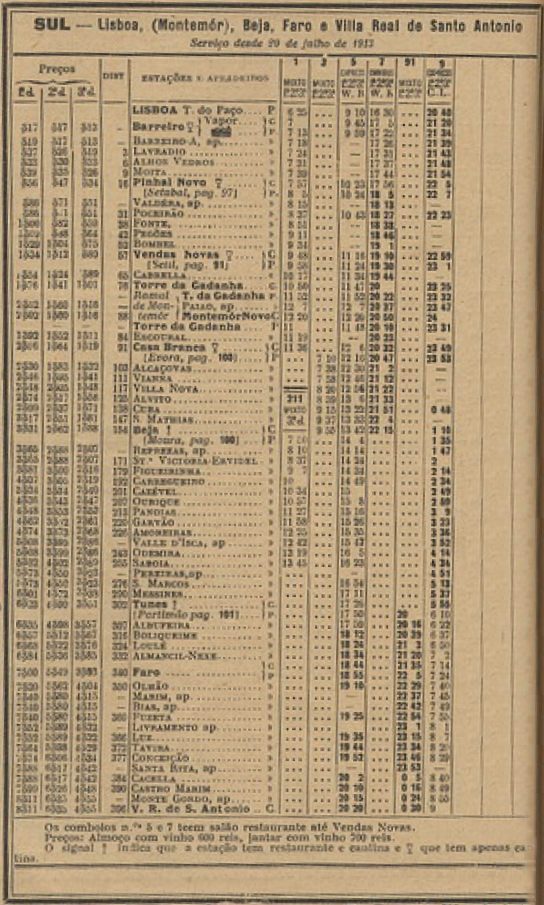
Horários dos comboios do Barreiro a Vila Real de Santo António em 1913, incluindo o Apeadeiro de Pereiras.

Esta interface insere-se no lanço da Linha do Sul entre Amoreiras-Odemira e Tunes, que entrou ao serviço em 1 de Julho de 1889, como parte do Caminho de Ferro do Sul. No entanto, não fazia parte originalmente deste troço, tendo entrado ao serviço no dia 1 de Maio de 1903, apenas para tomar ou deixar passageiros, passando a ser servido regularmente pelos comboios de passageiros em grande e pequena velocidade em 15 de Julho do mesmo ano.
Em 5 de Julho de 1940, a Companhia dos Caminhos de Ferro Portugueses determinou a distância própria ao apeadeiro, situando-o ao quilómetro 263,287 da Linha do Sul. Um diploma publicado no Diário do Governo n.º 37, II Série, de 14 de Fevereiro de 1950, aprovou o auto de recepção definitivo para a construção de uma moradia do tipo familiar em Pereiras, que nessa altura tinha a classificação de estação.
Em Dezembro de 2011, a operadora Comboios de Portugal extinguiu todos os comboios regionais na Linha do Sul, ficando várias estações e apeadeiros, incluindo Pereiras, sem quaisquer serviços ferroviários. Esta medida foi determinada pelo governo de Passos Coelho, no âmbito do programa de contenção de despesas, e teve graves consequências para a mobilidade das populações, especialmente numa área que sofre de grandes carências em termos de transportes públicos alternativos. Em Abril de 2021, o Partido Comunista Português apresentou ao governo um projecto de resolução ao governo, no sentido de retomar os serviços regionais na Linha do Sul. Esta também foi uma das reivindicações da Comissão de Utentes de Odemira, formada em Janeiro de 2022, que defendeu especialmente a reabertura aos serviços de passageiros das interfaces de Amoreiras, Luzianes e Pereiras.